# Feti Okuroğlu
Feti Okuroğlu (* 5. August 1971 in Torbalı) ist ein ehemaliger türkischer Fußballspieler und -trainer. Er wird mit den Vereinen Bursaspor und Galatasaray Istanbul assoziiert. Für Letztere wird er oft in den Kader des Altstar-Teams berufen, das zu Benefizanlässen Spiele bestreitet. Ihm wurde bereits zu seinem Karrierebeginn eine große Laufbahn vorhergesagt, die er aufgrund von immer wiederkehrenden Verletzungen nie verwirklichen konnte. Positionsbedingt und aufgrund seiner gefährlichen offensiven Vorstöße wurde er mit dem damals sehr populären niederländischen Abwehrstar Ronald Koeman verglichen.

## Spielerkarriere

### Verein

#### Torbalıspor und Karşıyaka SK
Okuroğlu kam 1971 in der Kreisstadt Torbalı der Provinz İzmir auf die Welt und begann mit dem Vereinsfußball in der Jugend von Torbalıspor. Hier wurde er 1988 für die türkischen Jugendnationalmannschaften entdeckt und gehörte wenig später zu den regelmäßig nominierten Spielern. Durch seine Auftritte in den Nationalmannschaften wurden mehrere Vereine auf ihn aufmerksam und bemühten sich um eine Verpflichtung des jungen Abwehrtalentes. Der Wechsel gelang Karşıyaka SK, als einer von damals zwei Erstligavereinen der Provinz Izmir. Als damals Achtzehnjähriger gelang ihm beim Erstligisten auf Anhieb der Sprung in die Stammelf. 
In seiner zweiten Saison bei Karşıyaka, der Spielzeit 1990/91, verpasste sein Verein den Klassenerhalt und stieg in die 2. Lig ab. Zum Sommer 1991 nahm Okuroğlu mit der Olympiaauswahl seines Landes an den Mittelmeerspielen 1991 teil und gewann die Silbermedaille. Okuroğlu hatte sich in den zwei Jahren zu einem der Shootingstars der Liga entwickelt, weshalb sich mehrere Erstligisten um ihn bemühten.

#### Bursaspor
Zur Saison 1991/92 wechselte Okuroğlu zum Traditionsverein Bursaspor. Dieser Verein startete mit dem jugoslawischen Trainer Đorđe Milić in die Saison. Milić ließ Okuroğlu fast ausschließlich als Ergänzungsspieler einwechseln, wodurch Okuroğlu immer nur einige Minuten zum Zuge kam. Nachdem der Verein unter Milić weit hinter den Erwartungen geblieben war, wurde er Mitte November durch den früheren Trainer Yılmaz Vural ersetzt. Dieser Trainer war dafür bekannt, dass er gerne mit jungen Spielern arbeitete. So erhielt Okuroğlu schnell einen Stammplatz und schaffte wenig später seinen Durchbruch. In dieser Saison bildete er mit damals unbekannten Spielern wie Ali Nail Durmuş, Hakan Şükür, Taner Ertaş und Vedat Vatansever, die später zu bekannten Größen des türkischen Fußballs werden sollten, eine erfolgreiche Mannschaft. Ergänzt wurde die Mannschaft mit Routiniers wie Feyzullah Küçük, Turan Şen, Ján Gabriel. Mit dieser Mannschaft erreichte man zum Saisonende den 6. Tabellenplatz. Okuroğlu, eigentlich auf der defensiven Position des Liberos aktiv, schaltete sich aufgrund seiner als sehr gut befundenen Technik immer wieder in die Offensive seiner Mannschaft mit ein und gab so mehrere Torvorlagen. Er selbst erzielte über die gesamte Saison drei Treffer und war bereits als Zwanzigjähriger Abwehrchef seiner Mannschaft. Im Türkischen Fußballpokal derselben Spielzeit erreichte man das Finale. Im damals mit Hin- und Rückspiel ausgespielten Pokalfinale gewann Bursa das erste Spiel vor heimischer Kulisse deutlich mit 3:0 gegen Trabzonspor. Das Rückspiel verlor man mit 1:5 und verpasste so den sicher geglaubten Pokalgewinn. Nach dieser Niederlage trat man im Premierminister-Pokal gegen Fenerbahçe Istanbul an. Das Spiel entschied Bursaspor mit 3:1 für sich und gewann nach 1971, in dem sich der Verein schon einmal mit 1:0 gegen Fenerbahçe durchsetzte, diesen Pokal zum zweiten Mal. Okuroğlu wurde erst in der 84. Minute für Ümit Şengül eingewechselt.
In die nachfolgende Spielzeit startete Okuroğlu sehr erfolgreich. Als Abwehrspieler erzielte er am ersten Spieltag beim Heimspiel vom 23. Oktober 1992 gegen Gaziantepspor gleich zwei Treffer und wurde von allen gängigen Zeitungen in die Elf des Spieltages gewählt. Am zweiten Spieltag gelangen ihm bei der Auswärtspartie gegen Sarıyer SK erneut zwei Tore, die Wahl in die Elf des Spieltages und mit vier Toren der erste Platz der Torjägerliste. Aufgrund seiner hohen Ballsicherheit und des starken Körperbaus wurde er vom Trainer Vural manchmal während der laufenden Begegnung von der Liberoposition auf die Stürmerposition gestellt und sorgte so beim Gegner für eine unerwartete Torgefahr. Zum Saisonende belegt seine Mannschaft erneut den 6. Tabellenplatz und im türkischen Fußballpokal erreichte Bursaspor das Viertelfinale. Okuroğlu wurde hierbei gemeinsam mit Vedat Vatansever mit sieben Treffern nach Ali Nail Durmuş, der acht erzielt hatte, zweiterfolgreichster Torschütze seines Vereins. Er wurde von der Fachpresse zu einem der Shootingstars der Liga erklärt und erhielt zum Saisonende von den drei großen Istanbuler Vereinen Beşiktaş Istanbul, Fenerbahçe Istanbul und Galatasaray Istanbul Angebote. Okuroğlu, der vorher schon seine Sympathie für Galatasaray Istanbul erklärt hatte, wurde bereits während der Saison mehrmals mit Galatasaray in Verbindung gebracht. Zum Saisonende unterschrieb er einen Vorvertrag mit Galatasaray, verlängerte aber zeitgleich auch mit Bursaspor. Nachdem die Verantwortlichen von Galatasaray von diesem Umstand erfuhren, brachen sie weitere Verpflichtungsbestrebungen ab. Okuroğlu blieb bei Bursaspor und wurde zum Sommer 1993 anlässlich der Mittelmeerspiele 1992 erneut in den Kader der Olympiaauswahl der Türkei nominiert. Die vom späteren Startrainer Fatih Terim betreute Mannschaft gewann bei diesem Turnier die Goldmedaille. Nach diesem Erfolg bemühte sich Galatasaray erneut um Okuroğlu. Da aber zum Sommer 1993 Trainer Vural den Verein verließ und durch den deutschen Trainer Sepp Piontek ersetzt wurde und dieser fest mit Okuroğlu plante, kam kein Wechsel zustande. Unter dem neuen Trainer erreichte der Verein in neun Ligaspielen zehn Punkte und blieb so weit hinter den Erwartungen zurück. So reagierte die Vereinsführung und ersetzte Piontek durch Nevzat Güzelırmak. Auch unter diesem Trainer erlebte man eine durchwachsene Saison und belegte zum Saisonende den 9. Tabellenplatz. Okuroğlu genoss das Vertrauen beider Trainer.

#### Galatasaray Istanbul
Durch den enttäuschenden Verlauf der Saison 1993/94 herrschte bei Bursaspor eine Missstimmung, weshalb mehrere Spieler den Wunsch äußerten, den Verein verlassen zu wollen. Für Okuroğlu interessierten sich neben Galatasaray auch Beşiktaş Istanbul, Fenerbahçe Istanbul und Trabzonspor. Bei Letzterem äußerte der Vereinstrainer Şenol Güneş während der Saison mehrmals den Wunsch, Okuroğlu unbedingt in seiner Mannschaft zu sehen. Kurze Zeit nachdem diese Vereine ihr Interesse an Okuroğlu bekundet hatten, äußerte sich Okuroğlu zu den Wechselgerüchten und erklärte, dass er sich mit Galatasaray-Präsident Adnan Polat bereits einig sei und sich nur die beiden Vereine um die Ablösesumme einigen müssten. Nach dieser Aussage bemühte sich besonders Fenerbahçe um Okuroğlu und trieb so die Ablösesumme in die Höhe. Um den Preis nochmal in die Höhe zu treiben, erklärte Bursaspor, dass man Okuroğlu nicht verkaufen wolle. So steigerten sich die von Galatasaray angebotenen 18 Milliarden Türkische Lira durch das Mitbieten von Fenerbahçe auf 30 Milliarden hoch, wobei Bursaspor auf der für damalige Verhältnisse rekordverdächtigen Ablösesumme von 45 Milliarden bestand. Daher kam kein Wechsel zustande und Okuroğlu startete die Saison bei Bursaspor. Da Bursaspor Interesse daran hatte, seinen Spieler gewinnbringend abzugeben und dieser zu Galatasaray wechseln wollte, verkündete man über die Presse, Okuroğlu für eine Ablösesumme von 25 Milliarden an Galatasaray abgeben zu wollen. Nach dieser Aussage bekundete diesmal Beşiktaş Interesse an Okuroğlu und sorgte für eine erneute Verzögerung des Wechsels zu Galatasaray. Schließlich einigte sich Galatasaray mit Bursaspor bei einer Ablösesumme von 24 Milliarden Lira und beendete die Monate andauernden Transferverhandlungen. Okuroğlu wurde daraufhin vor einem Ligaheimspiel mit einem Helikopter ins Ali-Sami-Yen-Stadion eingeflogen und als spektakulärer Neueinkauf den Fans präsentiert. Da in der laufenden Saison keine Vertragsabschlüsse erlaubt waren, wurde die Vertragsunterzeichnung erst Mitte Oktober zum Start der Wintertransferperiode durchgeführt. Beim routinemäßigen Gesundheitscheck nach diesem Wechsel wurde bei Okuroğlu, der bereits in seiner letzten Zeit bei Bursaspor mehrmals verletzungsbedingt ausfiel, erneut eine Verletzung diagnostiziert, wodurch er bis zur Winterpause ausfiel.
Das Debüt für seinen neuen Verein gab er im Viertelfinalhinspiel im Türkischen Fußballpokal ausgerechnet gegen seinen alten Verein Bursaspor. In dieser Partie vom 18. Januar 1995 wurde er vom deutschen Trainer Reinhard Saftig in der Startelf aufgestellt und spielte über die volle Länge. Mit dem Beginn der Rückrunde erlitt die Mannschaft, die Herbstmeister wurde, mehrere Niederlagen und verspielte so die Tabellenführung. Als Konsequenz reagierte die Vereinsführung, kündigte zum ersten Mal in ihrer Vereinshistorie einem Trainer und entließ so Saftig. Nach dieser Entlassung wurde Müfit Erkasap als Interimstrainer vorgestellt und betreute die Mannschaft bis zum Saisonende. Okuroğlu, der unter Saftig noch Stammspieler war, verlor diesen Stammplatz unter dem neuen Trainer Erkasap und wurde die letzten beiden Spieltage lediglich eingewechselt. 
Die nächste Saison wurde mit dem Schotten Graeme Souness ein neuer Trainer eingestellt. Unter diesem Trainer erhielt er auf Anhieb einen Stammplatz und wurde während der Saison von diesem als einer seiner zuverlässigsten Spieler gelobt. Für die Fachpresse aber blieb er wie auch die gesamte Mannschaft hinter den Erwartungen zurück. Von Souness wurde er oft im offensiven Mittelfeld eingesetzt. Die Liga beendete man mit 16 Punkten Differenz zum Meister und Erzrivale Fenerbahçe weit abgeschlagen auf dem 4. Tabellenplatz. Lediglich im Türkischen Fußballpokal erreichte man das Finale und traf hier auf den Erzrivalen Fenerbahçe. Im damals mit Hin- und Rückspiel ausgespielten Pokalfinale gewann man das erste Spiel vor heimischer Kulisse mit 1:0. Das Rückspiel endete nach Verlängerung 1:1, wodurch Galatasaray Pokalsieger wurde.
Für die Saison 1996/97 wurde der Vertrag mit Souness nicht verlängert und an seine Stelle Fatih Terim als neuer Trainer vorgestellt. Terim galt als einer der großen Förderer von Okuroğlu und trainierte diesen bereits in der Türkischen U-21 Nationalmannschaft, der Olympiaauswahl und Türkischen Nationalmannschaft. So erhielt Okuroğlu auch auf Anhieb einen Stammplatz, wurde aber verletzungsbedingt immer wieder zurückgeworfen. Während der Begegnung am 7. Spieltag gegen Gençlerbirliği Ankara musste er verletzungsbedingt in der 75. Minute ausgewechselt werden. Später stellte sich heraus, dass seine alte Verletzung in der Leistenregion, an der er bereits mehrmals operiert wurde, erneut Probleme machte. So fiel Okuroğlu bis zur Winterpause aus und kehrte erst zur Rückrunde in die Mannschaft zurück. In die Mannschaft zurückgekehrt, konnte er sich keinen Stammplatz erkämpfen, weil er entweder nicht überzeugte oder erneut verletzungsbedingt ausfiel. Da Galatasaray in dieser Saison auf der Abwehrposition immer wieder mit Formschwächen bzw. Verletzungen der Spieler konfrontiert war, wurde Okuroğlu notgedrungen bei jeder Gelegenheit eingesetzt. So erreicht man zum Saisonende die erhoffte Türkische Meisterschaft und wurde Türkischer Supercup-Sieger.
Da Terim auch internationale Ziele verfolgte, wurde für die kommende Saison besonders in die Abwehr investiert. So wurde für die nächste Saison mit Gheorghe Popescu ein international bekannter Abwehrchef verpflichtet. Zudem adaptierte Terim von der eigenen Jugend den damals unbekannten Youngster Fatih Akyel erfolgreich in die Abwehr. Durch diese starke Konkurrenz saß Okuroğlu nahezu die gesamte Spielzeit auf der Ersatzbank und kam lediglich in fünf Ligabegegnungen zum Einsatz. Zudem fiel Okuroğlu wieder mehrfach verletzungsbedingt aus und verlor so den Anschluss an die Mannschaft. Terim, der vom Talent Okuroğlus nach wie vor überzeugt war und das immer wieder betonte, gab Okuroğlu mehrmals die Möglichkeit, sich zu beweisen. Aufgrund von immer wiederkehrenden Verletzungen und den daraus resultierenden Formschwächen blieben diese Chancen ungenutzt. Zum Saisonende gelang Galatasaray die Titelverteidigung in der Türkischen Meisterschaft. Okuroğlus Vertrag lief zum Saisonende aus und es wurde spekuliert, dass Galatasaray mit ihm nicht verlängern werde.

#### Trabzonspor und Izmirspor
Da Fatih Terim sehr an der Verpflichtung von Tolunay Kafkas von Trabzonspor gelegen war, wurde Okuroğlu Trabzonspor als Teilzahlung für den Wechsel angeboten. So wechselte Kafkas zu Galatasaray, während Trabzonspor als Gegenleistung neben einer Transfersumme von 2.500.000 $ auch Okuroğlu als Gegenleistung erhielt. Okuroğlu lehnte diesen Wechsel anfangs ab, willigte aber wenig später ein und unterschrieb bei Trabzonspor. Auch bei seinem neuen Verein hatte es Okuroğlu mit Verletzungen zu tun. So fiel er die ersten drei Spieltage der Saison verletzungsbedingt aus und spielte am 4. Spieltag nur acht Minuten. Die nachfolgenden Spieltage spielte er regelmäßig, blieb aber hinter den Erwartungen des Trainers Gorden Milne. Bereits zum November wurde er vom Trainer auf die Liste gesetzt, die den Verein zur Winterpause verlassen sollten. Okuroğlu lehnte einen Wechsel ab und blieb bis zum Winter 1999 beim Verein, ohne ein Spiel zu machen. 
Zur Rückrunde der Spielzeit 1999/2000 löste er in gegenseitigem Einvernehmen seinen Vertrag mit Trabzonspor auf und ging zum damaligen Zweitligisten Izmirspor. Hier spielte er bis zum Saisonende und beendete dann seine aktive Profifußballspielerlaufbahn.

### Nationalmannschaft
Okuroğlu wurde 1988 während seiner Zeit bei Torbalıspor das erste Mal in die Türkische U-18-Nationalmannschaft nominiert und absolvierte in den nächsten zwei Jahren elf Spiele für die U-18.
1990 wurde er als 19-Jähriger vom damaligen U-21-Nationaltrainer Fatih Terim in den Kader der Türkischen U-21-Nationalmannschaft nominiert und absolvierte für diese in drei Jahren 24 Spiele. 
Anlässlich der Mittelmeerspiele 1991 und 1993 wurde er in den Kader der Olympiaauswahl der Türkei, die ebenfalls Terim betreute, berufen. 1991 gewann Okuroğlu mit seinem Team die Silbermedaille und zwei Jahre später die Goldmedaille.
Im März 1993 wurde er vom damaligen Nationaltrainer Sepp Piontek im Rahmen eines Qualifikationsspiels der WM 1994 gegen die Nationalmannschaft San Marinos zum ersten Mal für das Aufgebot der türkischen Nationalmannschaft nominiert, saß bei dieser Begegnung allerdings nur auf der Ersatzbank.
Sein Debüt in der türkischen Nationalmannschaft gab er unter dem neuen Nationaltrainer und seinem alten Förderer Fatih Terim am 20. April 1994 während eines Freundschaftsspiels gegen die Russische Nationalmannschaft.
Vier Monate später erhielt er im Rahmen eines Testspiels gegen die Mazedonische Nationalmannschaft seine letzte Nominierung, saß aber während dieser Begegnung auf der Ersatzbank.

## Trainerkarriere
Nach dem Ende seiner Fußballspielerkarriere ging er zurück in seine Heimatstadt Torbalı und führte sein Leben hier weiter. Seit 2010 betreut er hier eine Fußballschule für seinen alten Verein Galatasaray Istanbul und versucht neue Talente für den Traditionsklub zu finden. Parallel zu dieser Tätigkeit übernahm er bei Çaybaşıspor den Posten des Co-Trainers.

## Erfolge

### Als Spieler
- Mit Bursaspor
  - Türkischer Pokalfinalist (1): 1991/92
  - Başbakanlık Kupası (1): 1992

- Mit Galatasaray Istanbul
  - Türkischer Meister (2): 1996/97, 1997/98
  - Türkischer Pokalsieger (1): 1995/96
  - Türkischer Supercup (1): 1997
  - Başbakanlık Kupası (1): 1995

- Mit der Olympischen Auswahl der Türkei:
  - Silbermedaille bei den Mittelmeerspiele (1): 1991
  - Goldmedaille bei den Mittelmeerspiele (1): 1993